# Muginahunase, Gubbi
Muginahunase là một làng thuộc tehsil Gubbi, huyện Tumkur, bang Karnataka, Ấn Độ.